# Борко Лазескі
Борко Лазескі (мак. Борко Лазески; Борко Лазески; 22 жовтня 1917 року, Прилеп, Королівство Сербія (зараз  Республіка Македонія) —16 червня 1993 року Скоп'є) — македонський та югославський художник. Один з перших абстракціоністів Македонії. Представник посткубізму.

## Біографія

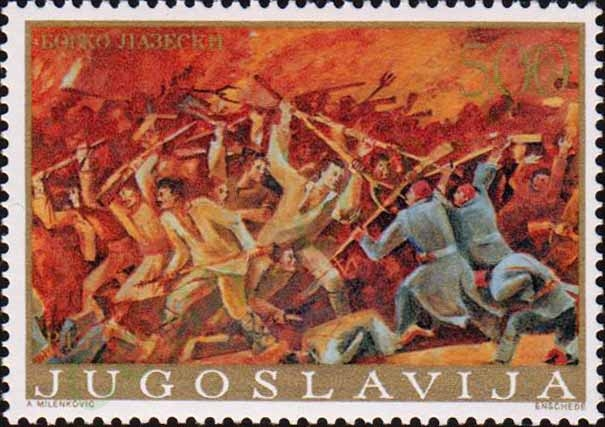
Картина Б. Лазескі на поштовій марці Югославії. 1976 р.

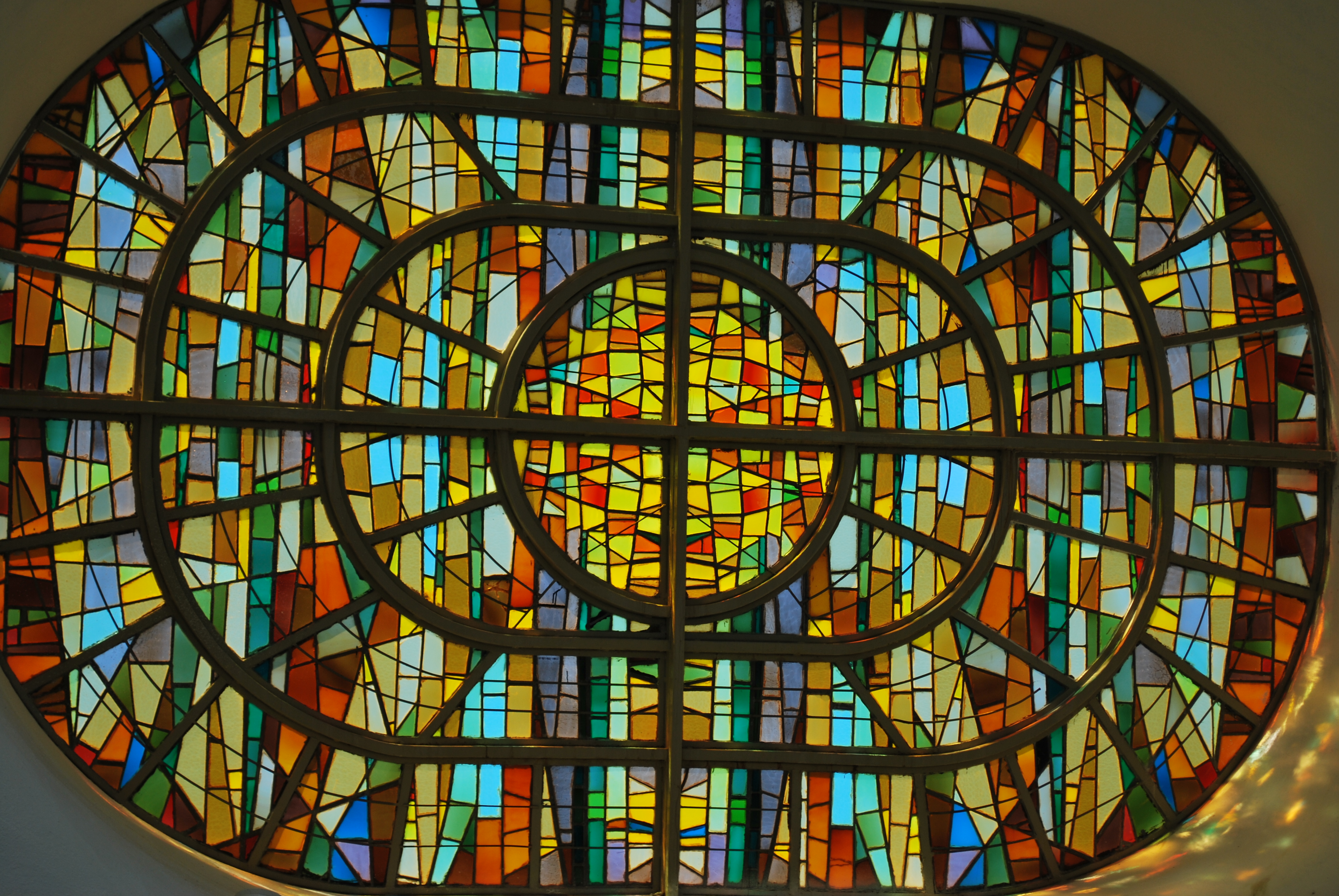
Фрагмент витражу Б. Лазескі «Пам'яті Іллінденського повстання»

У 1933—1934 навчався у Школі мистецтв у Белграді. Після початку Другої  світової війни продовжив навчання в академії живопису у Софії (1941—1943). Повернувшись на батьківщину вступив в лави Народно--визвольної армії Югославії. Автор першого у Македонії портрета Тіто,  відомого серед македонських партизанів.
Після закінчення війни у 1945 році, отримав стипендію для навчання у Парижі  та вступив до  Національної вищої школи красних мистецтв, де вивчав  техніку монументального живопису.
З 1959 по 1967 рік перебував в  Іраку, де працював викладачем у Вищий академії красних мистецтв в Багдаді. Став там членом групи сучасного мистецтва Багдада та інших мистецьких об'єднань Ірака, брав участь  у багатьох виставках.
Був одним із засновників авангардної арт-групи «Сьогодні», учасником створення громади представників красних мистецтв Македонії та мистецької галереї у Скоп'є.

## Творчість
Борко Лазескі зробив значний внесок  у розвиток македонського живопису.
Основна тема його робіт присвячена Другій світовій війні в югославській Македонії. Автор серії монументальних живописних творів, більшість з яких були створені для державних установ Югославії, фрескового живопису, вітражів  та мозаїк.
Більшу частину його збережених праць виконані у техниці мозаїки, деякі з ранніх робіт монументального фрескового живопису художника у Скоп'є були зруйновані під час землетрусу 1963 року.
Його роботи прикрашають установи на  його батьківщині у Скоп'є, Кичево, Велесі, а також за кордоном — у Мехіко.

## Нагороди #і премії
- 1955 — перша премія у конкурсі «На варті», Скоп'є
- Друга премія на югославському конкурсі фрески Федеральної Виконавчої ради СФРЮ, Белград
- 1970 — Федеральна премія «7 липня» за фреску «Народно--визвольна війна», Белград
- 1972 — перша премія у конкурсі югославського вітражу за «Пам'яті  Іллінденського повстання», Крушево, Скоп'є
- 1974 — премія Асоціації художників Македонії
- 1978 — премія Федеративної Республіки Македонії за довічні досягнення, Скоп'є
- 1988 — Орден «За заслуги перед народом» I ступінь з золотою зіркою
- 1989 — премія 9 вересня, СФРЮ.

## Пам'ять
- У Македонії заснована мистецька премія «Борко Лазескі».